# Kościelcowa Przełęcz
Kościelcowa Przełęcz (niem. Kapellenscharte, słow. Koščielcová štrbina, węg. Koscielec-csorba, 2110 m), dawniej nazywana Przełęczą w Kościelcu – przełęcz pomiędzy Kościelcem (2155 m) a Zadnim Kościelcem (2162 m) w masywie Kościelców wznoszącym się w Dolinie Gąsienicowej w Tatrach Wysokich. Jest skalista. Zachodnie stoki stromo opadają do Zielonej Doliny Gąsienicowej. Wcina się w nie skośny i stromy żleb. Na wschodnią stronę opada ścianą do Kościelcowego Kotła w Czarnej Dolinie Gąsienicowej.

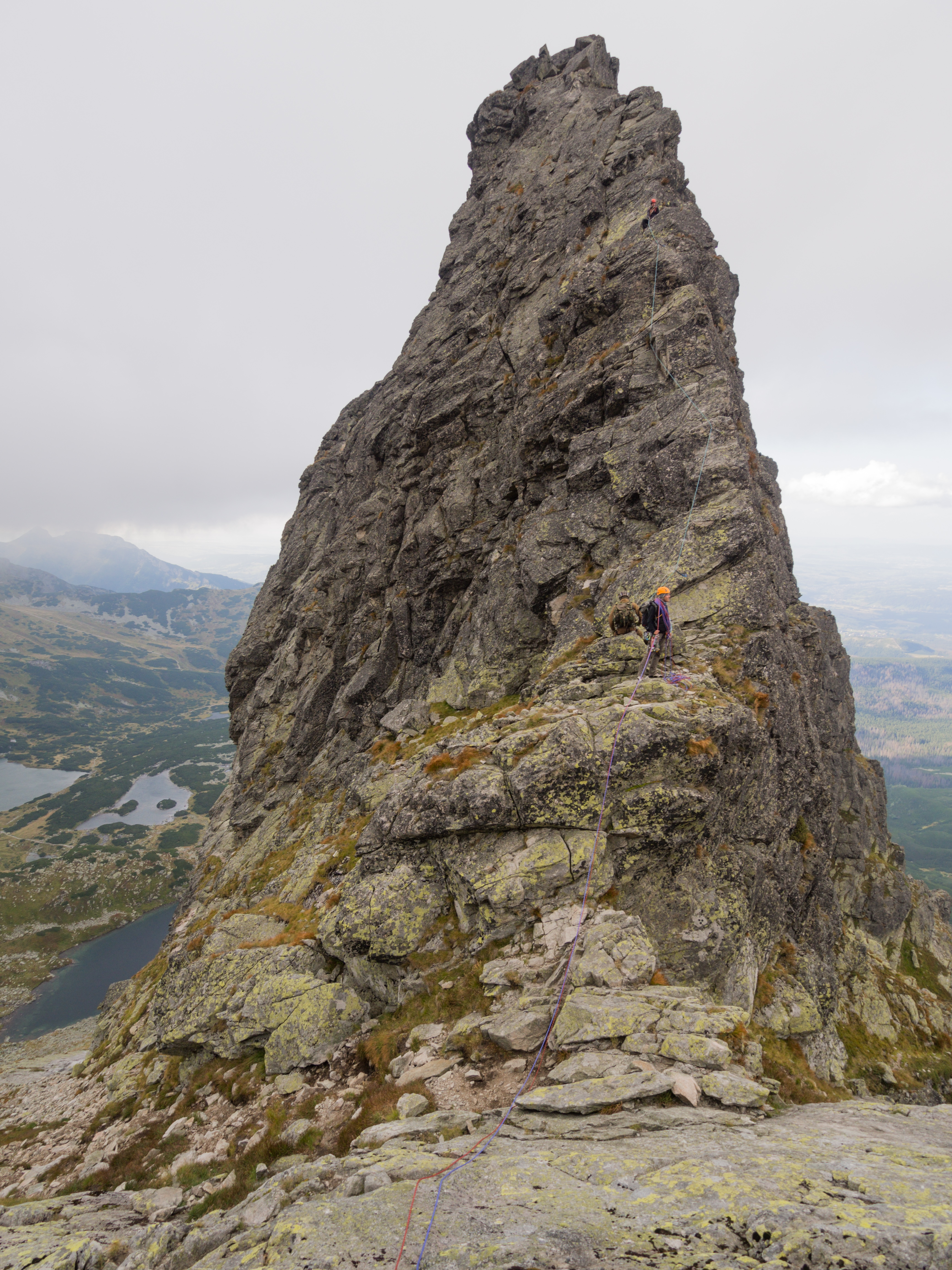
Przez Kościelcową Przełęcz (na pierwszym planie, nad nią Kościelec) prowadzi popularna droga wspinaczkowa Granią Kościelców

Poniżej przełęczy, od strony zachodniej, znajduje się mała jaskinia Schron w Zadnim Kościelcu.
Dawniej przez Kościelcową Przełęcz powadził szlak turystyczny, obecnie jest niedostępna dla turystów.
Pierwsze znane wejścia (prawdopodobnie już wcześniej byli tu juhasi i koziarze):
- latem: Szymon Tatar (młodszy) ok. 1891 r.
- zimą: Zofia Roszkówna i Stanisław Krystyn Zaremba 29 grudnia 1928 r.[6]